# Yoruhashi
Yoruhashi（よるはし）este un Mangaka.

## Istoric
În 2014 Yoruhashi a debutat cu seria manga The Kingdom of Caliburn (剣の王国 Tsurugi nō Ukoku?,  Regatul Sabiei). Primul volum din seria Regatele Ruinei a fost publicat pe 10 octombrie 2019 și traducerea acestuia în română, realizată de Editura Nemira a fost publicată pe 1 septembrie 2022. Pe 15 noiembrie 2019 a fost publicată nuvela あるＯＬのエレジー (Aru OL no erejī, Elegia unei doamne de birou) pe platforma web estar. În iulie 2023 a fost publicat primul volum din noua serie manga Domestic Girl Clarice.

## Lucrări

### Manga
- The Kingdom of Caliburn (剣の王国 Tsurugi nō Ukoku?,  Regatul Sabiei)
- Regatele Ruinei
- Domestic Girl Clarice

### Nuvele
- あるＯＬのエレジー (Aru OL no erejī, Elegia unei doamne de birou)
- AIクラリス